# Narve Gilje Nordås
Narve Gilje Nordås (né le 30 septembre 1998 à Klepp) est un athlète norvégien spécialiste des courses de fond et de demi-fond.

## Biographie
Il est éliminé lors des séries du 5 000 m des Jeux olympiques de 2020 et  du 5 000 m des championnats du monde 2022.
Il remporte la médaille de bronze du 1 500 m lors des championnats du monde 2023 à Budapest, se classant derrière le Britannique Josh Kerr et son compatriote norvégien Jakob Ingebrigtsen.

## Palmarès
| Date | Compétition                    | Lieu     | Résultat | Épreuve | Temps          |
| ---- | ------------------------------ | -------- | -------- | ------- | -------------- |
| 2021 | Championnats d'Europe en salle | Toruń    | 5e       | 3 000 m | 7 min 50 s 21  |
| 2023 | Championnats du monde          | Budapest | 3e       | 1 500 m | 3 min 29 s 68  |
| 2023 | Championnats du monde          | Budapest | 14e      | 5 000 m | 13 min 28 s 73 |
| 2024 | Championnats du monde en salle | Glasgow  | 5e       | 1 500 m | 3 min 37 s 03  |
| 2024 | Jeux olympiques                | Paris    | 7e       | 1 500 m | 3 min 30 s 46  |
| 2024 | Jeux olympiques                | Paris    | 17e      | 5 000 m | 13 min 31 s 34 |

## Records
| Épreuve | Performance   | Lieu           | Date            |
| ------- | ------------- | -------------- | --------------- |
| 1 500 m | 3 min 29 s 47 | Oslo           | 15 juin 2023    |
| 5 000 m | 13 min 5 s 38 | Heusden-Zolder | 15 juillet 2023 |